# Formació de Nagura
La Formació de Nagura és una formació paleontològica al Japó. Es remunta al període del Miocè Mitjà. Està dominada per llims arenosos fossilífers, de grisos a gris clars, massius a febles, que es van dipositar en un entorn d'aigües poc profundes.